# 梅莱
梅莱（法語：Mellé，法語發音：[mɛle]）是法国伊勒-维莱讷省的一个市镇，位于该省东北部，属于富热尔-维特雷区。

## 地理
梅莱（48°29'17"N, 1°11'20"W）面积15.5 平方千米，位于法国布列塔尼大區伊勒-维莱讷省，该省份为法国西北部沿海省份，位于布列塔尼半岛东部，北濒大西洋，西接阿摩尔滨海省和莫尔比昂省，南至大西洋卢瓦尔省，西南端接曼恩-卢瓦尔省，东临马耶讷省，东北与芒什省接壤。
与梅莱接壤的市镇（或旧市镇、城区）包括：卢维涅迪代塞尔、蒙托、圣乔治德兰唐博、维拉梅。

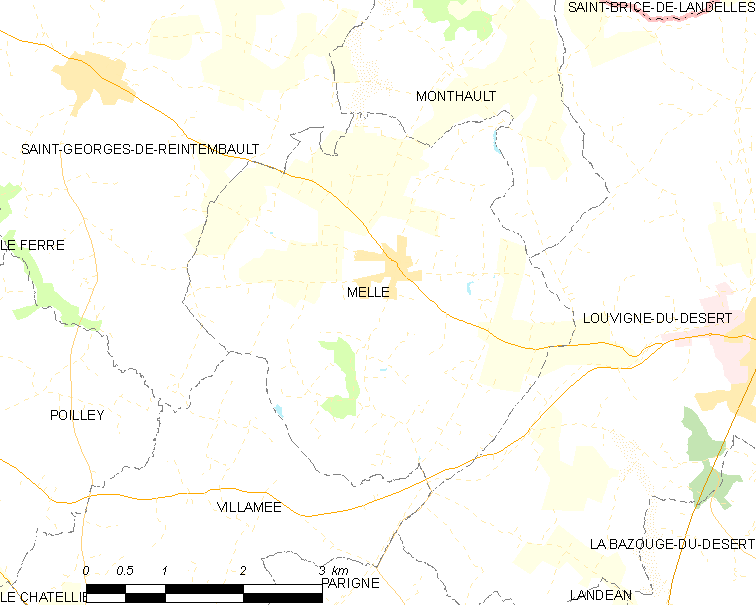
梅莱的OSM定位图

梅莱的时区为UTC+01:00、UTC+02:00（夏令时）。

## 行政
梅莱的邮政编码为35420，INSEE市镇编码为35174。

## 政治
梅莱所属的省级选区为富热尔第二县。

## 人口

1962-2008年间梅莱人口变化图示

梅莱于2022年1月1日时的人口数量为648人。